# Fabbrica (Peccioli)
Fabbrica è una frazione del comune italiano di Peccioli, nella provincia di Pisa, in Toscana.

## Geografia fisica
Fabbrica è situata in posizione elevata sulla destra del fiume Era, di fronte alla confluenza di questo fiume con il torrente Sterza e all’incrocio tra la strada di crinale proveniente dalla via Maremmana di San Vivaldo (diretta a La Sterza e a Lajatico attraverso Iano, Cedri e Montelopio) e la Maremmana proveniente da Pontedera passando da Peccioli e da Montecchio.

## Storia
Fabbrica è stato un castello di proprietà della diocesi di Volterra, nel 1163 fu conquistata dall’esercito pisano guidato da Ranieri Gaetani, che aveva già domato la ribellione di Peccioli capeggiata da Giovanni Borgherucci. Da questa data le sorti di Fabbrica risultano strettamente legate a quelle della famiglia Gaetani che intorno al XIII secolo avrebbero costruito una rocca con quattro torri angolari, un grande mastio centrale, dotato di campane e una cinta muraria. Nel 1284 Fabbrica viene menzionata negli statuti di Pisa (lib. I, rubr. 83) e assegnata al capitano della Val d’Era superiore residente a Peccioli, insieme a Montefoscoli, Latreto, Montecuccheri, Montecchio e Cedri.
Nel 1362, quando i fiorentini conquistarono Peccioli, i Gaetani si impadronirono per un breve periodo anche dei castelli di Fabbrica e Ghizzano. Tuttavia già nel 1364, dopo la battaglia di Cascina, Pisa riuscì a tornare in possesso di questi castelli. Nel momento culminante delle ostilità tra Pisa e Firenze, nel 1406, Pietro Gaetani, che l’anno precedente era sceso a patti con i fiorentini e per questo aveva ottenuto da loro la cittadinanza, spinse Fabbrica a consegnarsi spontaneamente ad essi, ottenendo in cambio privilegi e agevolazioni per sé, ma anche per gli abitanti del posto. Nel 1450, su richiesta di Firenze, vennero abbattute le quattro torri della rocca, dando il via al progressivo totale smantellamento delle fortificazioni, che culminò alla fine dell’Ottocento con la distruzione degli ultimi resti del mastio, il cui materiale da costruzione, come era già successo in precedenza, fu riutilizzato per costruire nuovi edifici. Nel 1576 una parte della tenuta di Fabbrica passò ai Ricciardi, che nel 1685 fecero costruire un palazzo nella zona della rocca. Nel 1877 la contessa Emilia Rosselmini Ricciardi sposò il conte Luigi Rosselli del Turco, portando in dote le proprietà di Fabbrica. I Rosselli del Turco, proprietari di un palazzo in via dei Serragli a Firenze, dapprima utilizzarono la residenza di Fabbrica occasionalmente, in estate e nel periodo della caccia, e più stabilmente a partire dai primi decenni del Novecento.

## Monumenti e luoghi d'interesse

### Pieve di Santa Maria Assunta
La chiesa plebana di Fabbrica è vasta di antica struttura, di pietre quadrate a tre navate. Essa è stata rimodernata nel 1833, forse non senza scapito della sua primiera architettura.
La pieve di santa Maria a Fabbrica al sinodo Volterrano dell'anno 1356 era matrice di quattro parrocchie, attualmente riunite in due; cioè:
1. san Martino a Montelopio (ERRATA: esistente) (unito alla pieve);
2. santa Lucia a Montecchio (esistente);
3. san Michele a Celli (soppressa sul declinare del secolo XVIII);
4. san Giorgio alla Rocchetta di Montecuccoli (soppressa).

Nei secoli posteriori sembra che al piviere di Fabbrica fossero incorporati i popoli del comune di Ghizzano; essendoché il pontefice Giulio II, con bolla degli 11 giugno 1512, ammensò al capitolo di san Lorenzo di Firenze le chiese di santa Maria a Ghizzano e di san Mustiola unite, e spettanti alla diocesi di Volterra nel piviere di Fabbrica. (MORENI. Memor. della Basilica Laurenziana)